# Marleen Jochems
Marleen Jochems (Baarn, 24 januari 2000) is een Nederlands hockeyspeelster. In clubverband is ze actief als middenvelder bij SCHC. 
Door een blessure kon ze in eind 2021 niet deelnemen met Jong Oranje aan het WK in Zuid-Afrika. Dit WK werd echter door de coronapandemie uitgesteld naar 2022, waardoor Jochems alsnog werd opgesteld. Ze behaalde samen met Jong Oranje de eerste plek.
In de zomer van 2023 debuteerde ze bij de Nederlandse hockeyploeg.

## Internationale erelijst
Olympische spelen 2024 in Parijs
 Europees kampioenschap 2025
Felice Albers ·  
Joosje Burg  ·  
Pien Dicke ·  
Luna Fokke ·  
Yibbi Jansen ·  
Marleen Jochems ·  
Sanne Koolen ·  
Renée van Laarhoven ·  
Frédérique Matla ·  
Freeke Moes ·  
Laura Nunnink ·  
Lisa Post ·  
Pien Sanders ·  
Marijn Veen ·  
Anne Veenendaal (K) ·  
Maria Verschoor ·  
Xan de Waard  ·  
Coach: Paul van Ass